# Hội đồng mã sản phẩm thống nhất châu Âu
Hội đồng mã sản phẩm thống nhất châu Âu có tên tiếng Anh là European Article Numbering-Uniform Code Council, viết tắt là EAN-UCC, là tổ chức quốc tế về mã vạch trên các sản phẩm, chúng được in trên phần lớn mọi đồ vật được bày bán trong các cửa hàng khắp thế giới.

Mã vạch EAN-13 Hà Lan

Hội đồng mã thống nhất (tiếng Anh: Uniform Code Council, viết tắt UCC) là tổ chức đánh số ở Mỹ để quản lý và điều hành các tiêu chuẩn của hệ thống EAN·UCC tại Mỹ và Canada.
GTIN là từ viết tắt của Global Trade Item Numbering tức hệ thống Đánh số sản phẩm thương mại toàn cầu của EAN-UCC. Các chuỗi số trong hệ thống GTIN dài 14 đơn vị. GTIN có thể được xây dựng theo một trong 4 cấu trúc số, phụ thuộc vào các ứng dụng cụ thể cũng như vào các thuật toán để xây dựng các loại mã vạch. Bốn chủng loại cấu trúc số trong hệ thống 14 số của GTIN là: EAN.UCC-14, (0+EAN.UCC-13), (00+EAN.UCC-12) và (000000+EAN.UCC-8).
EAN.UCC-12 còn được gọi là UPC-A, do UPC-A được sử dụng chủ yếu ở Mỹ và Canada. EAN.UCC-8 là hệ thống mã 8 số, thông thường được sử dụng trên các mặt hàng có kích thước nhỏ, chẳng hạn như kẹo cao su, mà ở đó việc in ấn các loại mã vạch dài gặp nhiều trở ngại về mặt kỹ thuật.
Cấu trúc số của GTIN bao gồm:
- Các số 0, với một số lượng phù hợp để điền đủ chuỗi 14 số. Tuy nhiên khi xây dựng và in các loại mã vạch thuộc GTIN thì người ta loại bỏ hết các số 0 dẫn đầu này đi.
- Mã nước (hay mã loại hình) và công ty. Dãy số chỉ định cho mỗi quốc gia (loại hình) được quy định bởi EAN.UCC. Ví dụ mã quốc gia của Việt Nam là 893, Nhật Bản là 49, hàng trong kho nói chung là 20. Mã công ty do EAN.UCC tại quốc gia đó cấp phép.
- Số tham chiếu của sản phẩm (mặt hàng hay dịch vụ). Các số này được xác định bởi từng công ty. Mỗi mặt hàng thương mại khác nhau được cấp một số khác nhau, để cho dễ quản lý người ta thông thường đánh số mặt hàng theo trật tự 001, 002, 003, v.v.
- Và một số kiểm tra, là số cuối cùng. Số này không phải là tùy ý, mà được xác định theo tất cả các số trên đây theo một số các quy tắc xác định trước tùy theo từng loại mã vạch. Các thuật toán này được trình bày trong các loạt bài về từng loại mã vạch cụ thể.

Tất cả các loại sách báo và ấn phẩm định kỳ được bán trên phạm vi quốc tế (bao gồm cả các cửa hàng ở Mỹ) có mã GTIN (EAN.UCC-13). Mã của các loại sách được xây dựng với chuỗi số dẫn đầu là số ISBN 978 và tính toán số kiểm tra cuối cùng.
EAN·UCC có các tiêu chuẩn về thuật toán để tính số kiểm tra cho mọi GTIN.
Vào tháng 2 năm 2005, mọi nhân công và những người bán sách của Barnes & Noble đã được thông báo bắt đầu từ cuối tháng 3, hệ thống máy tính của họ được bổ sung thêm khả năng tìm kiếm theo EAN để có thể chuyển sang EAN thay vì sử dụng tiêu chuẩn hiện nay của Mỹ về mã ISBN. Các biên nhận sẽ được in số EAN thay vì ISBN. Tất nhiên các máy tính sẽ vẫn còn khả năng tìm kiếm theo ISBN (và UPC trong các bộ phận liên quan tới âm nhạc) để giúp những người bán sách xác định và tìm kiếm các cuốn sách cũ không có số EAN.
UCC đã yêu cầu các nhà sản xuất thay thế các mã 12 số của UPC thành các mã 13 số của EAN từ ngày 1 tháng 1 năm 2005; tổ chức ISBN ở Mỹ cũng yêu cầu các nhà xuất bản tạo mọi điều kiện và làm những công việc cần thiết để có thể kết nối các số ISBN như là các số EAN-UCC-13 cùng ngày này. Tiền tố mới 979 cho các ấn phẩm ở Mỹ cũng sẽ có sẵn vào ngày 1 tháng 1 năm 2007 hoặc khi tất cả các số gắn với tiền tố 978 đã hết chỗ.